# ピアリー (駆逐艦)
|          |                                                               |
| 艦歴     |                                                               |
| 発注     |                                                               |
| 起工     | 1919年9月9日                                                  |
| 進水     | 1920年4月6日                                                  |
| 就役     | 1920年10月22日                                                |
| その後   | 1942年2月19日戦没                                             |
| 除籍     | 1942年5月8日                                                  |
| 性能諸元 |                                                               |
| 排水量   | 1,190トン                                                     |
| 全長     | 314 ft 4 in (95.81 m)                                         |
| 全幅     | 31 ft 9 in (9.68 m)                                           |
| 吃水     | 9 ft 3 in (2.82 m)                                            |
| 機関     | ギヤード タービン 2基（27,600hp) ボイラー 4缶 2軸推進         |
| 最大速力 | 35kt (65 km/h)                                                |
| 乗員     | 士官、兵員計101 名                                            |
| 兵装     | 50口径 100mm砲 4門 23口径 76mm砲 1門 3連装533mm魚雷発射管 4基 |

ピアリー (USS Peary, DD-226) はアメリカ海軍の駆逐艦。クレムソン級。艦名はロバート・エドウィン・ピアリーに因む。 

## 艦歴
「ピアリー」は、1919年9月9日にフィラデルフィアのウィリアム・クランプ・アンド・サンズ社で起工、1920年4月6日にピアリー提督の娘、エドワード・スタッフォード夫人によって命名、進水し、1920年10月22日に就役した。
1922年から極東で活動。1923年から1931年まで揚子江パトロールに従事する。1931年以降は中国海域でアメリカ合衆国の権益保護のため配備された。
真珠湾攻撃の知らせが届いたとき「ピアリー」はフィリピンのカヴィテに停泊しており、1941年12月10日のキャビテ海軍工廠空襲の際に爆弾1発が命中し乗員8名が死亡。また、「ピアリー」に隣接する魚雷整備工場で火災により魚雷の弾頭が誘爆をはじめたが、ピアリーは掃海艇「Whippoorwill」によって引き出され、火災は「Whippoorwill」と駆逐艦「ピルスバリー」によって消火された。
12月26日、日本軍が再び現れたとき「ピアリー」は航行中であり、近くに数発の爆弾が落下した。
12月27日朝までに「ピアリー」はネグロス島Campomanesにつき、その日は擬装を行ってそこにとどまった。5機が上空を通過したが発見されることは無く、日没後にセレベス海を通ってマカッサル海峡へ向かった。翌朝日本軍機に発見され、爆撃、次いで雷撃を受けたが回避した。
新年はオーストラリアのダーウィンで迎え、以後ダーウィンから出撃して主に対潜哨戒に従事した。2月15、16日、「ピアリー」はティモール島への増援および補給物資を輸送する任務に参加したが、激しい空襲を受けたためそれは中止された。
2月19日、ダーウィンは大規模な空襲を受けた。「ピアリー」は急降下爆撃を受けて5発の爆弾が命中したが、1発は爆発しなかった。「ピアリー」は戦死者80名と負傷者13名を出し、2月19日13時ごろに艦尾から沈没した。
1942年5月8日除籍。

## 参照
- この記事はアメリカ合衆国政府の著作物であるDictionary of American Naval Fighting Shipsに由来する文章を含んでいます。 記事はここで閲覧できます。